# La Grande Schtroumpfette
La Grande Schtroumpfette est le vingt-huitième album, et la quatre-vingt-douzième histoire, de la série de bande dessinée Les Schtroumpfs originellement créée par Peyo. Publié en 2010 aux éditions Le Lombard, l'album est scénarisé par Alain Jost et Thierry Culliford et illustré par Pascal Garray.

## Résumé
Une série de réflexions malheureuses et la Schtroumpfette se rend compte soudain que, si les Schtroumpfs l'adorent, ils ne la prennent pas du tout au sérieux. Pour lui donner l'occasion de s'affirmer, le Grand Schtroumpf annonce qu'il s'absente et qu'il l'a choisie comme remplaçante. Chez les Schtroumpfs, ce choix est négativement perçu. 
Un événement inattendu va alors survenir : le Grand Schtroumpf est enlevé par Gargamel et Azraël. Toutefois, le sorcier décide de l'épargner car il se rend compte qu'il a un examen de sorcellerie à passer. Gargamel propose un marché au Grand Schtroumpf : s'il l'aide à passer l'examen, Gargamel le libèrera. Pendant ce temps, la Schtroumpfette élabore un plan pour délivrer le Grand Schtroumpf...

## Couverture
La couverture montre, sur un fond orange, la Schtroumpfette avec un bonnet et une robe rouges. Juchée sur un champignon, elle est plus haut que les autres Schtroumpfs et les harangue. Le Schtroumpf costaud, le Schtroumpf bricoleur et un Schtroumpf quelconque la regardent.